# Doris Möller-Scheu
Doris Möller-Scheu (geboren 1953 in Schlüchtern als Doris Möller) ist eine deutsche Juristin. Sie war von 1992 bis 2015 Oberstaatsanwältin und von 2004 bis 2015 Pressesprecherin der Staatsanwaltschaft Frankfurt am Main. Von 1995 bis 2019 war sie Mitglied des Staatsgerichtshofs des Landes Hessen.

## Leben
1972 begann Möller-Scheu das Studium der Rechtswissenschaft.
Nach ihrem Studium startete Möller-Scheu ihre juristische Karriere bei der Staatsanwaltschaft Frankfurt am Main. Danach war sie Richterin am Amtsgericht Frankfurt am Main und vier Jahre Parlamentsreferentin im Hessischen Justizministerium. Ab 1992 war sie Oberstaatsanwältin und ab 1995 leitete sie das Rauschgiftdezernat der Staatsanwaltschaft Frankfurt am Main.
Von 2004 bis 2015 war Möller-Scheu zusätzlich Pressesprecherin der Staatsanwaltschaft in Frankfurt am Main. Sie wurde zum 31. Juli 2015 in den Ruhestand verabschiedet. Ihre Nachfolgerin als Pressesprecherin ist Nadja Niesen.
Am 10. Oktober 1995 wird Möller-Scheu erstmals als stellvertretendes nicht richterliches Mitglied des Hessischen Staatsgerichtshofs von SPD und Bündnis 90/Die Grünen vorgeschlagen und vom Hessischen Landtag gewählt. Seither wurde sie fünf Mal in dieser Position wiedergewählt und hatte das Amt bis April 2019 inne.
Möller-Scheu ist verheiratet mit dem ehemaligen hessischen Polizeipräsidenten Udo Scheu.

## Veröffentlichungen
- mit Bernd Asbrock, Axel Boetticher, Roland Fritz: Grenzen kritischer Rechtspraxis - eine Diskussion. Hrsg.: Kritische Justiz. Band 31, Nr. 3. Nomos, 1998, S. 372–381.
- Der Gesetzesvorschlag der Neuen Richtervereinigung zur Änderung des Staatsanwaltsrechts. Konferenzschrift. In: Hartmut Dihm, Michael Piazolo (Hrsg.): Staatsanwälte zwischen allen Stühlen? Zur Stellung der Staatsanwaltschaft zwischen den Gewalten. Akademischer Verlag, München 2004, ISBN 978-3-932965-82-1, S. 35–40.